# Erzbistum Trivandrum

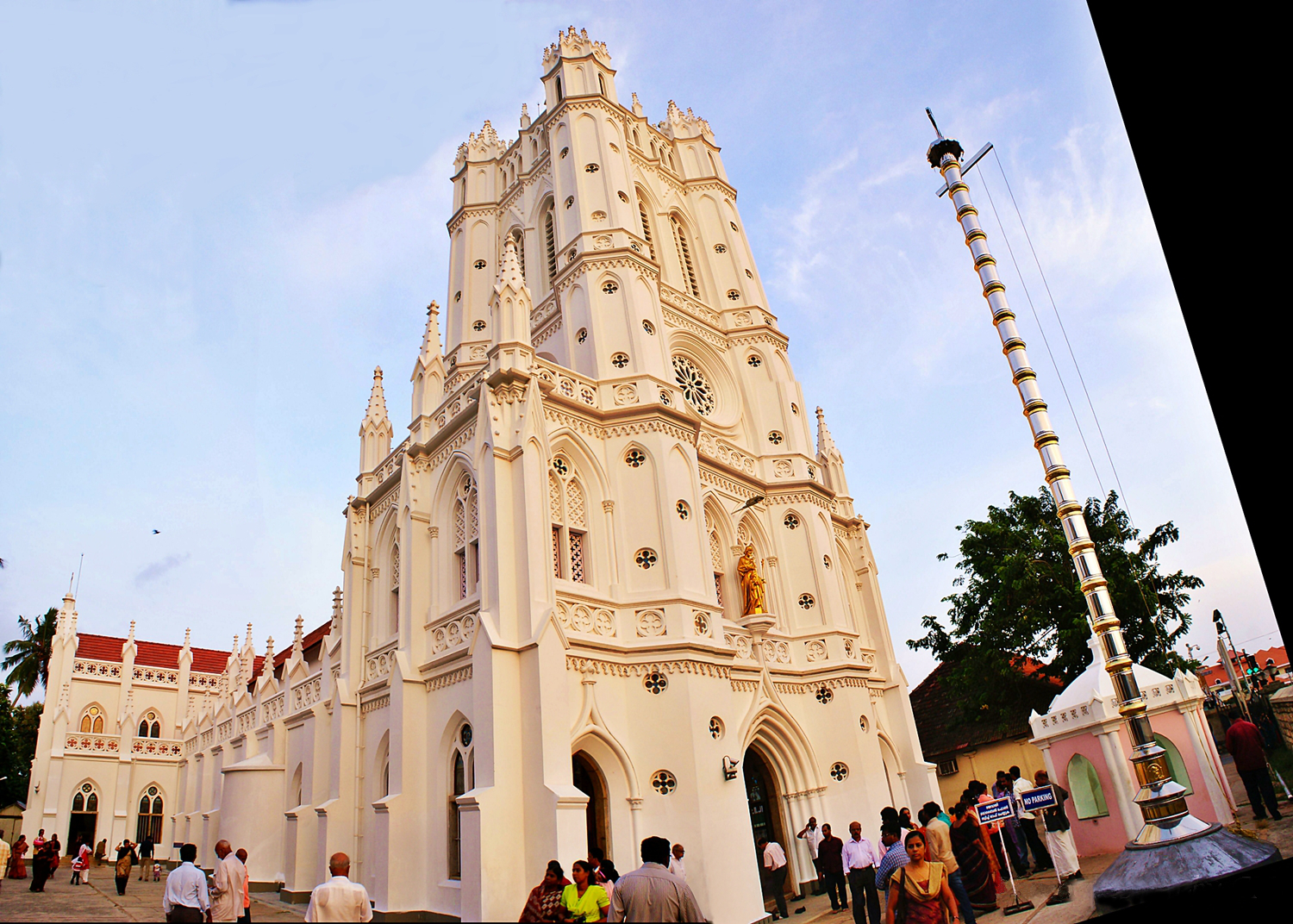
Kathedrale St. Joseph

Das Erzbistum Trivandrum (lateinisch Archidioecesis Trivandrensis Latinorum) ist eine Erzdiözese der römisch-katholischen Kirche in Indien mit Sitz in Thiruvananthapuram (lateinisch Trivandrum).
Daneben gibt es das syro-malankarische Großerzbistum Trivandrum.
Das Territorium umfasst den Distrikt Thiruvananthapuram im Bundesstaat Kerala und den Distrikt Kanyakumari im Bundesstaat Tamil Nadu.

## Geschichte
Das Erzbistum Trivandrum wurde am 1. Juli 1937 durch Papst Pius XI. mit der Apostolischen Konstitution In ora Malabarica aus Gebietsabtretungen des Bistums Quilon als Bistum Trivandrum errichtet und dem Erzbistum Verapoly als Suffraganbistum unterstellt. Das Bistum Trivandrum gab am 14. Juni 1996 Teile seines Territoriums zur Gründung des Bistums Neyyattinkara ab. Am 3. Juni 2004 wurde das Bistum Trivandrum durch Papst Johannes Paul II. mit der Apostolischen Konstitution Sacratissimi Cordis Iesu zum Erzbistum erhoben.

## Kirchenprovinz
| Diözese                   | Katholiken | Einw., ges. |
| ------------------------- | ---------- | ----------- |
| Erzbistum Trivandrum      | 00261.220  | 002.368.000 |
| Bistum Alleppey           | 00175.269  | 000795.000  |
| Bistum Neyyattinkara      | 00153.760  | 001.494.850 |
| Bistum Punalur            | 00030.862  | 003.445.524 |
| Bistum Quilon             | 00263.900  | 005.598.000 |
| Kirchenprovinz Trivandrum | 00885.011  | 013.701.374 |

## Ordinarien

### Bischöfe von Trivandrum
- Vincent Victor Dereere OCD, 1937–1966
- Peter Bernard Pereira, 1966–1978
- Benedict Jacob Acharuparambil OFMCap, 1979–1991
- Maria Callist Soosa Pakiam, 1991–2004

### Erzbischöfe von Trivandrum
- Maria Callist Soosa Pakiam, 2004–2022
- Thomas Jessayyan Netto, seit 2022